# Hans Peder Pedersen-Dan

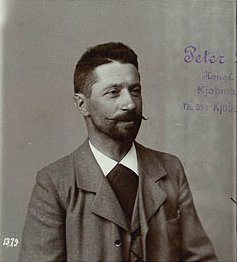
Hans Peder Pedersen-Dan, 1901.

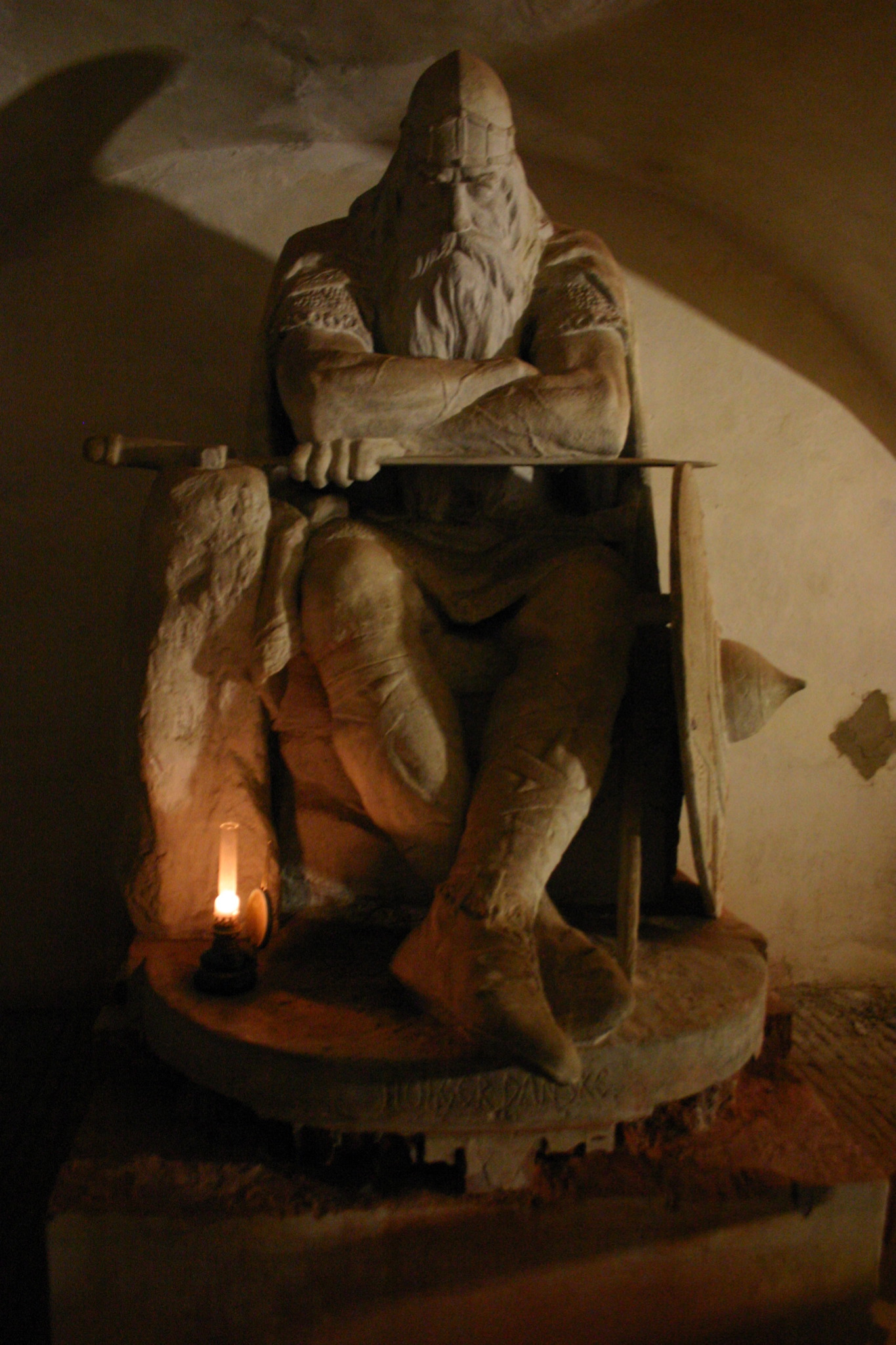
Holger Danske i Kronborgs slott.

Hans Peder Pedersen-Dan, född 1 augusti 1859 i Itzehoe, död 21 april 1939 i Hellerup, var en dansk skulptör.

## Familj
Hans Peder Pedersen-Dan var son till vaktchefen Ole Pedersen-Dan och Elisabeth Sophie Johansen. Hans bror, Christian Pedersen-Dan, var ryttmästare.
Den 20 augusti 1892 i Köpenhamn ingick Pedersen-Dan äktenskap med dottern till författaren Georg Emil Betzonich, Johanne Agnete Theresia Betzonich. Hon var också skulptör, och makarna utförde några verk tillsammans.

## Liv
Efter att ha utbildat sig till stenhuggare i Århus företog Pedersen-Dan en Europaresa. Under 1880-talet studerade han skulptur i Tyskland och Italien, bland annat hos Georg Christian Freund. I Rom läste han vid den konstindustriella skolan Museo artistico industriale samt vid den romerska konstakademin. Efter avslutad utbildning 1887 reste han runt i Medelhavsområdet fram till sin återkomst till Danmark. Under sitt fortsatta liv vistades han i perioder i Italien och Frankrike.

## Konstnärskap
Pedersen-Dan arbetade främst i brons och marmor. Hans konstnärskap karakteriserades av nationalromantiska motiv och en naturalistisk stil. Bland hans mest kända verk finns bronsstatyn Landsoldaten med den lille hornblæser i Köpenhamn och Holger Danske i Kronborgs slott. Han utförde även dopfunterna i Frederikshavn Kirke och Esajas Kirke i Köpenhamn.
Hans debututställning ägde rum i Rom 1886. Under sitt liv utställde han bland annat på Nordiska utställningen i Köpenhamn 1888, på världsutställningen i Paris 1889 samt flera gånger i danska Charlottenborg.

## Utmärkelser
Utbildningen vid Museo artistico industriale avslutade Pedersen-Dan med en bronsmedalj, och den vid Konstakademin i Rom med två silvermedaljer. Han erhöll det danska konstakademiens lilla guldmedalj 1889 för reliefen Jakob tilvender sig sin fader Isaks velsignelse och mottog flera stipendier. År 1898 utnämndes han till riddare av Dannebrogsorden.